# Ceryx decorata
Ceryx decorata är en fjärilsart som beskrevs av Walker 1862. Ceryx decorata ingår i släktet Ceryx och familjen björnspinnare. Inga underarter finns listade i Catalogue of Life.